# Kosson
Kosson (ukrainisch und russisch Косонь; slowakisch Kosino oder Kosinovo, ungarisch Mezőkaszony) ist ein Dorf im Südwesten der ukrainischen Oblast Transkarpatien an der ungarischen Grenze mit etwa 2300 Einwohnern (2006).

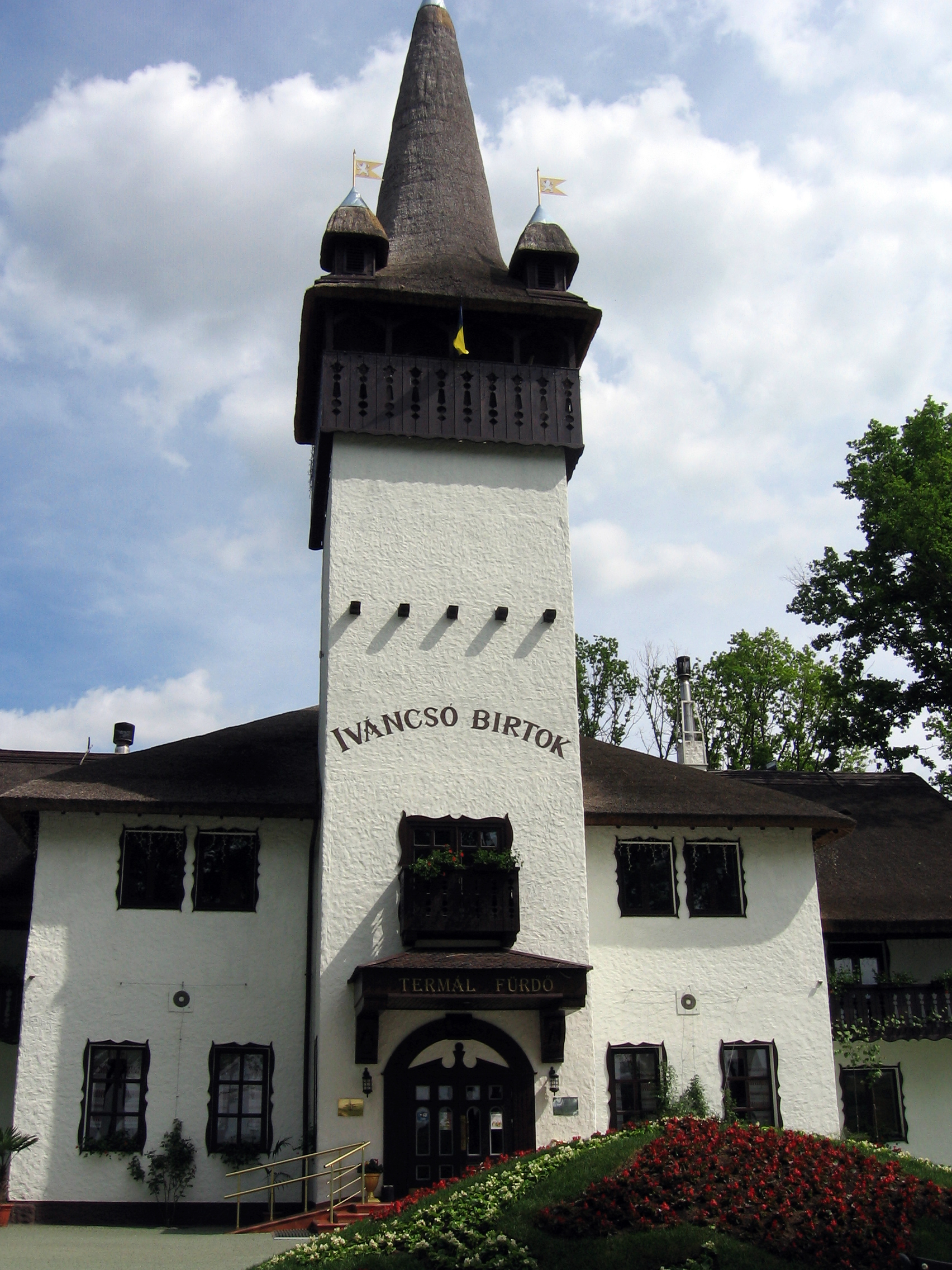
Thermalbad im Ort

Von 1946 bis 1995 trug das im Jahre 1333 gegründete Dorf offiziell den russischen Namen Косины Kossiny (ukrainisch ab dem 1. April 1995 Косини Kossyny).
Kosson liegt im Westen des Rajon Berehowe 20 km nordwestlich vom Rajonzentrum Berehowe und 55 km südlich vom Oblastzentrum Uschhorod. Das Dorf befindet sich an der Fernstraße M 25 und besitzt eine Thermalwasserquelle sowie einen Grenzübergang zur ungarischen Gemeinde Barabás.
Am 19. September 2019 wurde das Dorf zusammen mit 7 umliegenden Dörfern zum Zentrum der neu gegründeten Landgemeinde Kosson (Косоньська сільська громада/Kossonska silska hromada) im Rajon Berehowe. Bis dahin bildete es die Landratsgemeinde Kosson (Косоньська сільська рада/Kossonska silska rada).
Folgende Orte sind neben dem Hauptort Kosson Teil der Gemeinde:
| Name                     | Name        | Name                            | Name                         | Name                  | Name    |
| ukrainisch transkribiert | ukrainisch  | russisch                        | slowakisch                   | ungarisch             | deutsch |
| ------------------------ | ----------- | ------------------------------- | ---------------------------- | --------------------- | ------- |
| Heten                    | Гетен       | Гетен (Geten)                   | Hetín, Heťen                 | Hetyen                | -       |
| Kaschtanowo              | Каштаново   | Каштановое (Kaschtanowoje)      | Veľký Dvor                   | Somitanya, Vadastanya | -       |
| Male Popowo              | Мале Попово | Малое Поповое (Maloje Popowoje) | Gašparov dvor                | Tiszatanya, Papitanya | -       |
| Popowo                   | Попово      | Попово                          | Popovo, Čonka-Papi           | Kispapi, Csonkapapi   | -       |
| Rafajnowo                | Рафайново   | Рафайново (Rafainowo)           | Rafajnovo, Rafajna Nové Selo | Rafajnaújfalu         | -       |
| Sapson                   | Запсонь     | Запсонь                         | Zapsoň                       | Zápszony              | -       |
| Schom                    | Шом         | Шом                             | Šom                          | (Bereg-)Som           | -       |

## Ethnien
Laut Gemeindezählung sind
- 79 % Ukrainer
- 11 % Russen
- 5 % Slowaken
- 3 % Magyaren
- 1 % Tschechen
- 1 % gaben keine Ethnie an.